# هوندا إندي تورونتو 2014
هوندا إندي تورونتو 2014 (بالإنجليزية: 2014 Honda Indy Toronto)‏ هو أحد سباقات سلسلة إندي كار 2014 أقيم بتاريخ 20 يوليو 2014 في تورونتو، أونتاريو. حلّ الفرنسي سيباستيان بورديه أولا بينما جاء البرازيلي هيليو كاسترو نيفيز في المركز الثاني وحصل على المركز الثالث البرازيلي توني كنعان.